# Зеподень
Зеподень, Зеподені (рум. Zăpodeni) — село у повіті Васлуй в Румунії. Адміністративний центр комуни Зеподень.
Село розташоване на відстані 283 км на північний схід від Бухареста, 12 км на північний захід від Васлуя, 46 км на південь від Ясс, 149 км на північ від Галаца.

## Населення
За даними перепису населення 2002 року у селі проживали 1639 осіб, усі — румуни. Усі жителі села рідною мовою назвали румунську.